# 각거리

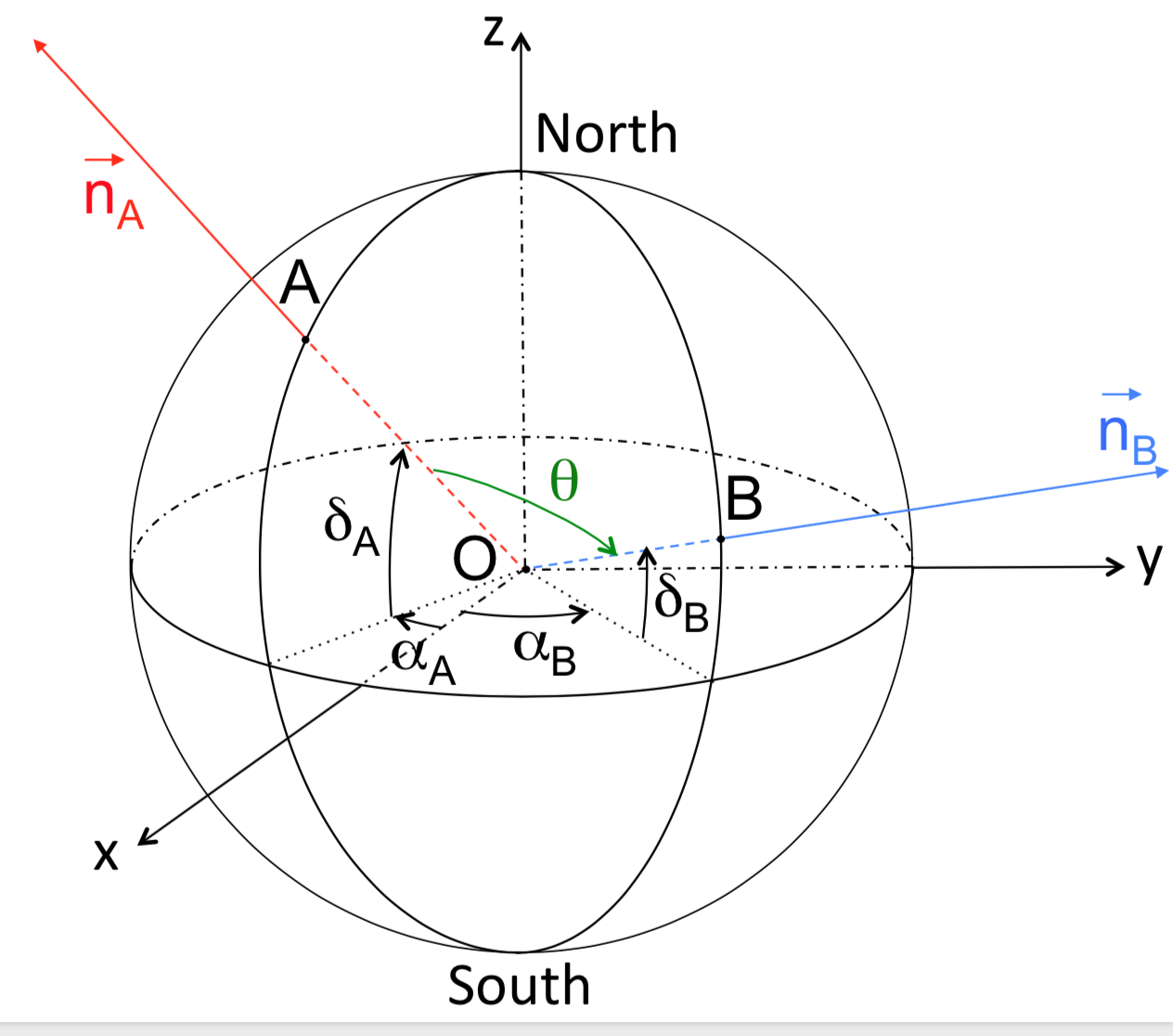

각거리(角距離)는 관측 장소에서 두 점에 이르는 두 선 사이의 각도의 크기를 의미한다.

## 측정
'각거리'는 '각도'와 유사하게 여겨지며, '도(°)' 또는 '라디안(rad)'을 그 단위로 사용한다. 통상 각도계(측각기)와 같은 광학 장비로 측정한다.

## 같이 보기
- 밀리라디안
- 그레이드 (각도)
- 시각 (천문학)
- 시직경